# Chiesa dei Santi Sebastiano e Rocco (Vernate)
La chiesa parrocchiale dei Santi Sebastiano e Rocco è un edificio religioso che si trova a Vernate, in Canton Ticino.

## Storia
Citata nel 1599 sotto forma di cappella di San Rocco, nel XVII secolo viene ampliata nelle forme attuali.

## Descrizione
La chiesa ha una pianta ad unica navata suddivisa in tre campate e sovrastata da una volta a botte lunettata e, in corrispondenza delle due cappelle laterali, da una cupola a vela.